# Stylidium rigidifolium
Stylidium rigidifolium este o specie de plante dicotiledonate din genul Stylidium, familia Stylidiaceae, ordinul Asterales, descrisă de Mildbraed. Conform Catalogue of Life specia Stylidium rigidifolium nu are subspecii cunoscute.